# イーシャの舟
『イーシャの舟』（イーシャのふね）は岩本隆雄のファンタジー小説。『星虫』、『鵺姫真話』と並んで星虫シリーズと呼ばれる。本作はその2作目である。

## 概要
1991年に新潮社より新潮文庫ファンタジーノベル・シリーズとして発刊されるが、後に絶版。
2000年にソノラマ文庫より大幅な加筆と改編が行われた版が発刊された。
イラストは新潮文庫は山田ミネコ、ソノラマ文庫版は草彅琢仁。
2001年5月14日から5月25日にかけて、NHK-FM放送のラジオドラマ番組青春アドベンチャーにおいて、ラジオドラマ化されたものが10回シリーズで放送された。